# Tinún
Tinún es un pueblo del municipio de Tenabo, de cuya cabecera municipal dista 8 kilómetros.

## Tinún
Es una comunidad perteneciente al municipio de Tenabo.  

### Población
Cuenta con una población de 1084 (INEGI 2020) habitantes según el conteo de población y vivienda de 2020. Fuentes reales: sociodemográfico de Campeche 

## Festividades
La H. Junta Municipal de Tinún cuenta con diferentes festividades a lo largo del año.
- En el mes de febrero se realiza uno de los  carnavales más famosos del estado de Campeche, debido a sus alegría, noche de disfraces y el tradicional martes de pintadera.
- En el mes de abril se realiza la feria anual en honor al cristo resucitado que tiene una duración de 5 días, en donde se efectúan bailes populares, Comediantes, gremios, Juegos mecánicos y la tradicional Corrida de toros.
- En el mes de septiembre, específicamente el día 29 se celebra el día de San Miguel Arcángel, en donde se realizan ofrendas de la cosecha de los pobladores (Maíz), Cabeza de cochino, bailes; entres otras actividades, cabe resaltar en esta festividad se regalan elotes (Pibinal), atole, Pan y Otras muestras gastronómicas de esta comunidad.

### Agricultura
El principal cultivo es el maíz de temporada, aún que algunas personas cuentan con cultivos de Ciruela, Limón, Nance, mango, marañón y naranja.